# クイズ!日本語王
『クイズ!日本語王』（くいず!にほんごおう）は、2005年10月13日から2006年9月14日までTBSテレビで木曜 18:55 - 19:54（JST）に放送されていたクイズ番組である。一部系列局では不定期で再放送も行われていた。レギュラー放送終了後、2007年に特番枠で3回放送された。

## 番組概要
- 自分の日本語力レベルを計るクイズ番組。普段何気なく使っている間違えている日本語を直す、というもの。
- 2005年6月29日18:55 - 20:48に「水曜特番」で放送した「日本語チャンピオン決定戦'05」が関東地区で17.0%の比較的高い視聴率を獲得。日本語ブームの流れに乗ってレギュラー化され、2006年9月14日をもってレギュラー枠での放送は1年で終了した。
- 2007年1月17日には特番として、『水トク! 全国一斉!クイズ!日本語王'07!あなたは何点とれますか?国語力検定SP!!』、2007年7月4日に『水トク!　クイズ!日本語王'07夏の全国国語力選手権!あなたは何点とれますかSP』、レギュラー放送終了後の2007年11月21日には『水トク! クイズ!日本語王'07秋の全国国語力選手権!あなたは何点とれますかSP』がそれぞれ放送された。その後も不定期にスペシャル放送が予定されていたが、2008年以降は放送されなかった、3年間の歴史に幕を閉じ、事実上の終了となった。

## 出演者
司会
- ウッチャンナンチャン（内村光良・南原清隆）
- 竹内香苗（当時TBSアナウンサー）

ナレーション
- 広中雅志
- 長峰由紀（TBSアナウンサー）

レギュラー解答者
- 柴田理恵
- 小倉優子
- 梅沢富美男
- 他、特別ゲスト一名、若手芸人二名

## ルール
前期
芸能人30人が日本語王の座を目指し問題に挑戦する。問題は全て択一式。公式サイトの解答用紙を印刷することにより視聴者も参加可能。
番組の放送前にはインターネットによる事前テストが行われておりそれをもとに平均点を算出していた。
MCの南原も事前にテストを受けており、各ブロックの前には獲得得点が発表されるが、あまりに平均的な点数を取るので「ミスター平均点」と呼ばれていた。
全問題（100点満点）終了後解答者の得点と順位が発表される。28位~3位まで、29位と最下位が発表され最後に1位（今週の日本語王）と2位が発表された。
日本語王になった人には日本語王の称号と賞金として獲得得点×1万円の賞金が与えられた（満点で100万円）。同点で2人以上日本語王が誕生した場合は賞金は頭割りとなる。
また、最下位になった解答者は次回出演時最下位者席に座ってテストを受けなければならない。
後期
セットが和風で明るくなった。
梅沢、柴田、小倉のレギュラーに加え特別ゲストを加えた構成になった。
問題数は少なくなり得点制ではなく正解数制になった。
一番正解数が多い人が日本語王となり賞品（主に食べ物）が贈られた。

## 内容
クイズどっちの日本語ショー
主に日常生活で使われる日本語の正しい使い方や意味などを二択で5問出題。
タイトルはどっちの料理ショーのパロディ。 
クイズ日本語の授業
日本語教育をはじめとする各分野の専門家が日本語に関する講義を行いながらクイズを出題。
クイズ日本語の旅
ナンチャンが笑福亭鶴光とゲストのゆかりの地を歩きながらクイズを出題する。
クイズ日本国語大辞典の冒険
全13冊で構成されている日本国語大辞典の中からナンチャンの選んだ項目について番組内で調査し問題が出題される。
知らないと恥ずかしい日本語
小学生の教科書に出てくる問題を出題。正解は毎回VTRで小学生が発表する。
生きるための日本語
瀬戸内寂聴が人生に必要な日本語や解答者の相談に答えるコーナー。（2006年4月以降はあまり放送されなかった）

## エピソード
- 日本語王には柴田理恵や梅沢富美男、及び特別ゲストが獲得する事が多かったが、レギュラー放送の最終回では小倉優子が柴田と同点で日本語王に輝いた。
- 通常、若手芸人はコンビで1人ずつ解答者になっていたが、2007年1月17日放送のスペシャルではザ・たっちがコンビで1つ解答者席で出演した。
- 同じくこの回では梅沢は地方公演のため収録に参加できず、特別企画でクワバタオハラと自宅でクイズ対決を行った。

## スタッフ
- 日本語監修 : 北原保雄
- 構成 : 都築浩、堀江利幸、佐藤雄介、清松勝彦、阿部雄一/桜井慎一
- 問題ブレーン : 矢野了平、桑嶋美和、木野聡、利光宏治
- ディレクター : 塚田俊男、斎藤雅美、宮崎俊彦、真船潤、大矢慎吾、山口博
- 演出 : 内山大輔、金原博公、西本誠
- 総合演出 : 細矢将司
- プロデューサー : 大久保竜
- 総合プロデューサー : 正木敦
- 制作 : TBSテレビ

## ネット局と放送時間
- TBS系列では1982年開始の『そこが知りたい』からローカルセールス枠を設けている。

| 放送対象地域   | 放送局                    | 系列    | 放送時間            | ネット状況 |
| -------------- | ------------------------- | ------- | ------------------- | ---------- |
| 関東広域圏     | TBSテレビ（TBS）          | TBS系列 | 木曜 18:55 - 19:54  | 制作局     |
| 北海道         | 北海道放送（HBC）         | TBS系列 | 木曜 18:55 - 19:54  | 同時ネット |
| 青森県         | 青森テレビ（ATV）         | TBS系列 | 木曜 18:55 - 19:54  | 同時ネット |
| 岩手県         | IBC岩手放送（IBC）        | TBS系列 | 木曜 18:55 - 19:54  | 同時ネット |
| 宮城県         | 東北放送（TBC）           | TBS系列 | 木曜 18:55 - 19:54  | 同時ネット |
| 山形県         | テレビユー山形（TUY）     | TBS系列 | 木曜 18:55 - 19:54  | 同時ネット |
| 福島県         | テレビユー福島（TUF）     | TBS系列 | 木曜 18:55 - 19:54  | 同時ネット |
| 新潟県         | 新潟放送（BSN）           | TBS系列 | 木曜 18:55 - 19:54  | 同時ネット |
| 富山県         | チューリップテレビ（TUT） | TBS系列 | 木曜 18:55 - 19:54  | 同時ネット |
| 石川県         | 北陸放送（MRO）           | TBS系列 | 木曜 18:55 - 19:54  | 同時ネット |
| 鳥取県・島根県 | 山陰放送（BSS）           | TBS系列 | 木曜 18:55 - 19:54  | 同時ネット |
| 山口県         | テレビ山口（tys）         | TBS系列 | 木曜 18:55 - 19:54  | 同時ネット |
| 愛媛県         | あいテレビ（itv）         | TBS系列 | 木曜 18:55 - 19:54  | 同時ネット |
| 長崎県         | 長崎放送（NBC）           | TBS系列 | 木曜 18:55 - 19:54  | 同時ネット |
| 沖縄県         | 琉球放送（RBC）           | TBS系列 | 木曜 18:55 - 19:54  | 同時ネット |
| 中京広域圏     | 中部日本放送（CBC）       | TBS系列 | 日曜 13:54 - 14:54  | 遅れネット |
| 福岡県         | RKB毎日放送（rkb）        | TBS系列 | 水曜 23:55 - 翌0:55 | 遅れネット |
| 熊本県         | 熊本放送（RKK）           | TBS系列 | 日曜 13:00 - 14:00  | 遅れネット |
| 宮崎県         | 宮崎放送（MRT）           | TBS系列 | 土曜 13:00 - 14:00  | 遅れネット |
| 鹿児島県       | 南日本放送（MBC）         | TBS系列 | 土曜 10:15 - 11:15  | 遅れネット |
| 長野県         | 信越放送（SBC）           | TBS系列 | 不定期放送          | 遅れネット |
| 近畿広域圏     | 毎日放送（MBS）           | TBS系列 | 不定期放送          | 遅れネット |

## ゲーム
『クイズ!日本語王』は2006年12月14日にサクセスから発売された、ニンテンドーDS用ゲームソフト。レーディングは全年齢対象。

## 書籍
- クイズ!日本語王　(ISBN 4469221740)

※JR西日本321系電車の動画コンテンツでは本書から毎月1題（かつては2題であった）ずつ出題されている。しかし、前述した通り321系電車が走るJR京都線・JR神戸線沿線（毎日放送）では、本番組は不定期放送であった。
| TBS 木曜19時台             | TBS 木曜19時台                        | TBS 木曜19時台                |
| 前番組                     | 番組名                                | 次番組                        |
| -------------------------- | ------------------------------------- | ----------------------------- |
| 情報ドラマチック もくげき! | クイズ!日本語王 （2005.10 - 2006.09） | 徳光和夫の感動再会!"逢いたい" |